# Кобер, Александр Павлович
Александр Павлович (Шура) Кобер (5 ноября 1926, Николаев, Украинская ССР, СССР — 5 декабря 1942, там же) — пионер-герой, участник антифашистского подполья «Николаевский центр» в Николаеве в годы Великой Отечественной войны. По национальности немец.

## Подвиг
Во время германской оккупации был разведчиком и связным в Николаевском подпольном центре. Вместе со своим другом Витей Хоменко пересёк линию фронта для установления связи со штабом партизанского движения. Вернувшись в Николаев, мальчики доставили подпольщикам радиопередатчик, взрывчатку, оружие. 24 ноября 1942 года был арестован гестапо и 5 декабря повешен. После смерти нашли записку со словами «Мы прорвёмся». В 1965 году награждён Орденом Отечественной войны первой степени (посмертно).

## Память

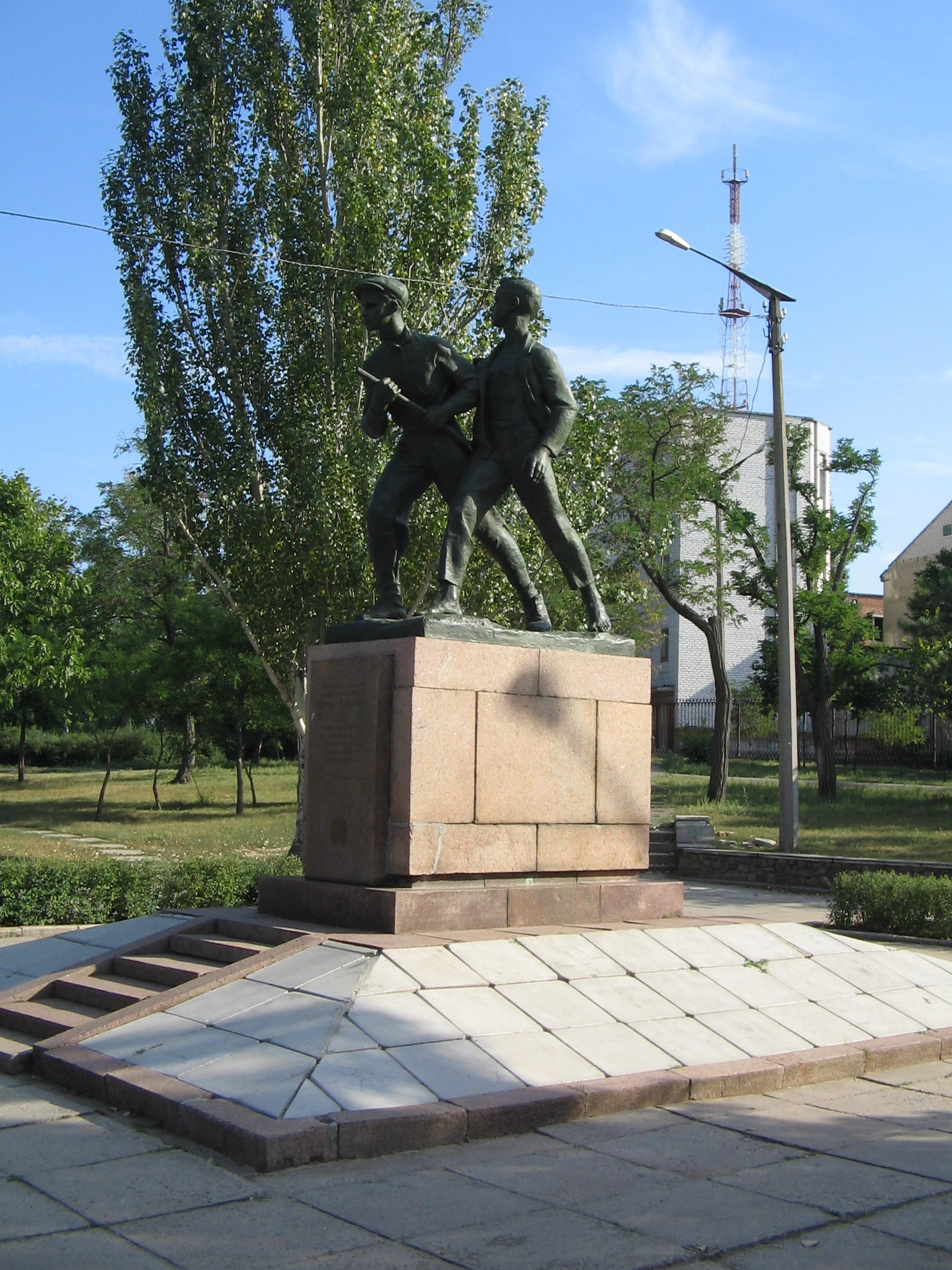
Памятник Шуре Коберу и Вите Хоменко в Николаеве

Имя Шуры Кобера носят пять школ. В Николаеве в Пионерском сквере Вите Хоменко и Шуре Коберу  поставлен памятник, построенный на средства, собранные школьниками Украины. Их именами названы улицы Николаева и Одессы и библиотека.. В Симферополе, в числе прочих, установлен памятник Шуре Коберу на аллее героев в Детском парке. Именем Шуры Кобера было названо торговое судно Мурманского морского пароходства, построенное в 1971 году в ГДР.